# Aenigmanu
Aenigmanu, novi rod tropskog drveća iz porodice Picramniaceae. Jedina vrsta je A. alvareziae iz brazilske države Acre i susjednog Perua (Nacionalni park Manu)
Rod je opisan u Taxon 70(6): 1241. 2021.

## Opis
Ova novootkrivena vrsta drveća, nazvana Aenigmanu alvareziae, visoka je oko 6 m (20 stopa), sa sitnim narančastim plodovima u obliku papirnatih lampiona. Ova “tajanstvena biljka” godinama je bila u herbariju Field Museuma, ali dr. Foster i kolege nisu je zaboravili. U novoj studiji analizirali su DNK Aenigmanu alvareziae koristeći osušene i svježe uzorke. Analiza je otkrila da su najbliži rođaci biljke iz porodice Picramniaceae, što je za botaničare bila velika stvar jer nije nimalo nalikovala svojim najbližim rođacima, barem na prvi pogled. Istraživači su potom poslali uzorke dr. Waytu Thomasu u Botanički vrt u New Yorku, stručnjaku za Picramniaceae.